# Мюссен
Мюссен (нем. Müssen) — община в Германии, в земле Шлезвиг-Гольштейн. 
Входит в состав района Герцогство Лауэнбург. Подчиняется управлению Бюхен.  Население составляет 959 человек (на 31 декабря 2010 года). Занимает площадь 11,46 км².